# Ахметов, Спартак Фатыхович
Спарта́к Фаты́хович Ахме́тов (6 февраля 1938, Иссык, Энбекши-Казахский район, Алматинская область, Казахская ССР — 19 марта 1996, Александров, Россия) — советский учёный-геолог, поэт, писатель-фантаст.

## Биография
Родился в Казахстане, в селе Иссык. Отец, Фатых Гатиятович — ветеринарный врач, после Великой Отечественной войны был главным ветеринарным врачом Курдайского района Джамбульской области, мать — Зайнеп Усмановна (в девичестве Магжанова) — агротехник, работала в райкоме КПСС, сберкассе, кинофикации. Имел двух младших сестёр — Роза, (вторая умерла во младенчестве) и братьев Ришада и Рустема. Детство провёл в селе Георгиевке.
В 1961 году окончил геологоразведочный факультет Казахского политехнического института (Алма-Ата) по специальности горный инженер-геолог, а в 1964 — аспирантуру по специальности «Минералогия, петрография и литология». Тяжело болел, год провёл в больницах и санаториях, что помешало ему стать полевым геологом.
Жил в городе Джамбул (1940—1948), Алма-Ате (1955—1965), Караганде (1965—1971), городе Александрове (с 1971). В 1965—1971 годах работал в химико-металлургическом институте АН Казахской ССР (Караганда). С 1971 года работал в Всесоюзном научно-исследовательском институте синтеза минерального сырья (ВНИИСИМС, г. Александров) Министерства геологии СССР.
Кандидат геолого-минералогических наук (1966), автор 180 научных работ, в том числе 20 изобретений. Занимался экспериментальной минералогией, выращиванием искусственных кристаллов.
Член Союза писателей СССР (1989). Награждён премией Совета Министров СССР, медалью «Ветеран труда». В 1994 году получил грант Сороса на написание научно-популярной книги о минералах «Все сокровища мира».
В юности увлекался альпинизмом, позже астрономией и шахматами. Вёл литературные кружки, много работал с детьми. Был библиофилом, собрал большую библиотеку научной фантастики, изданной на русском языке при советской власти. Занимался распространением диссидентской и неофициальной литературы, любительских переводов фантастики. Ахметов оказался последним гостем фантаста Ивана Ефремова вечером перед смертью последнего (4 октября 1972), написал воспоминания о Ефремове («Броненосец с пробоиной под ватерлинией», 1986).

### Семья
Жена — Галина Леонидовна, ур. Перехрест (1937—2022), сыновья:
- Михаил (р. 1961)
- Владимир (1962—2013)
- Камилл Ахметов (р. 1967) — сценарист, писатель[3][4][5]. Автор книг «125 лет кинодраматургии: От братьев Люмьер до братьев Нолан», «Кино как универсальный язык. Лекции о кинематографе», вместе с А. Любимовым — книги «ВИD на ремесло: как превратить талант в капитал», романов «Страх высоты», «Презумпция смерти» и др.

## Творчество
Ещё в юности сотрудничал в сельскохозяйственном отделе газеты «Курдайский маяк», а будучи студентом — в многотиражной газете института «За инженерные кадры».
Первая публикация — стихотворение «Граница» (1954) в курдайской районной газете «Знамя Октября». Первая научно-фантастическая публикация — рассказ «Малёк и Корсар» (с А. Янтером, журнал «Сибирь», 1977).
Большинство фантастических произведений Спартака Ахметова связаны с геммологией — наукой, изучающей самоцветы. В повести «Алмаз „Шах“» (1980) уникальный исторический алмаз оказывается письмом инопланетян, в котором закодирована многоуровневая информация о технологии его получения. Герои повести «Лифт до Юпитера» (1983) выращивают необычный синий кристалл с радиоактивным элементом для экспедиции на Юпитер. В повести «День Венеры» (1982) в атмосфере Венеры загадочным образом появляются копии исторических бриллиантов. Гигантские кристаллы кварца с идеальной структурой рождаются по воле учёных в мексиканских кактусах в повести «Сигналы жизни» (1985). Героиня рассказа «Огненный клубок» (1982) увлечена созданием шаровой молнии — искусственного газокристалла. Самоцветам посвятил также многие научно-популярные статьи в журналах «Природа», «Уральский следопыт», «Химия и жизнь» и книги.
В своих фантастических рассказах также касался тем голографии («Байкальский вариант», 1978), путешествий во времени («Соискатели», 1981; «И снова в мае…», 1986; «Цугцванг», 1992; «Шок», 1984), воспитание детей ("Интернат «Баргузин», 1982; «Соискатели»), космических полётов и генной памяти («День Венеры», 1982).
Был автором и ведущим цикла телепередач «Занимательная геология» (Алма-Ата, 1963—1964), цикла телепередач о фантастике (Караганда, 1970—1971), автором сценариев и постановщик телеспектаклей по произведениям А. Беляева «Голова профессора Доуэля» и «Охота на Большую Медведицу», автором двух передач о советской фантастике для французского радио (1985).
Переводил Мусу Джалиля, других татарских, казахских, узбекских, таджикских поэтов и писателей.
Произведения Ахметова переведены на английский, французский, татарский, узбекский языки.

## Произведения
Повести:
- 1981. Алмаз «Шах»
- 1981. Соискатели
- 1982. День Венеры
- 1982. Огненный клубок
- 1986. Кольцо удачи
- 1986. Сигналы жизни

Мемуары:
- 1986. Броненосец с пробоиной под ватерлинией

Научные и научно-популярные монографии:
- Искусственные кристаллы граната . М.: Наука, 1982 г.
- Многоликий кремний. — М.: Знание, 1987.— 62 с.: ил. — В соавт. с С. Н. Ивановым.
- Беседы о геммологии. 1989.
- Грани граната. М.: Наука, 1990 г.

Сборники (издания):
- Алмаз «Шах»: [Повести и рассказы]. — М.: Мол. гвардия, 1982.—239 с. — (Б-ка сов. фантастики).
- Ахметов С. Ф. Информация из будущего. НФ-рассказы и повести. — Алма-Ата: Жалын, 1986.
- Ахметов С. Ф. Беседы о геммологии. — М.: МГ, 1989. — 237 с. — 100 000 экз. — ISBN 5-235-00499-X.